# Lansdown Guilding
O reverendo Lansdown Guilding (1797 — 1831) foi um naturalista britânico. 
Consagrou a maior parte do seu tempo no estudo da história natural, principalmente sobre os crustáceos, moluscos e equinodermes.